# Caluquembe (kommun)
Caluquembe är en kommun i Angola.   Den ligger i provinsen Huíla, i den västra delen av landet, 600 km söder om huvudstaden Luanda. Antalet invånare är 239 036.
Omgivningarna runt Caluquembe är huvudsakligen savann. Runt Caluquembe är det glesbefolkat, med 16 invånare per kvadratkilometer.